# 菱果石櫟
菱果石櫟（学名：Pasania synbalanos）为殼斗科石櫟屬下的一个种。

## 扩展阅读
- 維基物種上的相關：菱果石櫟